# Whispers
Whispers ("Susurros") es el segundo álbum de la carrera de Thomas Anders como solista después de su separación del dúo Modern Talking en 1987. El álbum contiene 10 temas, en algunos de los cuales Thomas participó de la composición. Llama la atención que Per Gessle, integrante masculino del dúo sueco Roxette, compusiera el primer tema del álbum, The Sweet Hello, The Sad Goodbye.

## Lista de canciones
| #   | Título                                                       | Tiempo |
| --- | ------------------------------------------------------------ | ------ |
| 1.  | "The Sweet Hello, The Sad Goodbye" (Per Gessle)              | 4:32   |
| 2.  | "Whispers Of Love" (Thomas Anders y Dieter Müller-Christ)    | 5:05   |
| 3.  | "The Echo Of My Heart" (Candy de Rouge y Marc Cassandra)     | 4:27   |
| 4.  | "Maybe I'm Dreaming" (Thomas Anders y Marc Cassandra)        | 4:23   |
| 5.  | "For All That We Know" (Mike Paxman y Paul Muggleton)        | 4:03   |
| 6.  | "Can't Give You Anything (But My Love)" (George David Weiss) | 4:15   |
| 7.  | "For Your Love" (Matthias Schmitt y Ernst Luksch)            | 4:38   |
| 8.  | "True Love" (Candy de Rouge)                                 | 4:44   |
| 9.  | "Don't Say You Love Me" (Dave Ball y Marc Cassandra)         | 4:39   |
| 10. | "Hungry Hearts" (Candy de Rouge)                             | 4:08   |

- Datos: Q1942877